# Scusami genio
Scusami genio (Pardon My Genie) è una serie televisiva britannica in 26 episodi trasmessi per la prima volta nel corso di 2 stagioni dal 1972 al 1973. In Italia è nota anche con il titolo Il genio dell'annaffiatoio.
È una sitcom a sfondo fantastico incentrata sul tema del genio che esce dalla lampada.

## Trama
Hal Adden (gioco di parole con "Aladdin"), giovane commesso di un negozio, riporta sulla Terra un genio facendolo uscire da un innaffiatoio in cui era stato rinchiuso per oltre 4000 anni. Gli equivoci che sorgono tra lui e il genio sono alla base dell'umorismo della serie. In particolare, Hal trova parecchie difficoltà sul lavoro per tenere nascosta l'identità del genio e i suoi poteri al suo capo, Mr. Cobbledick. L'ultimo episodio della seconda stagione è ambientato in uno studio televisivo e molti membri della troupe di produzione (la Thames Television) si prestarono ai ruoli di comparsa.

## Personaggi e interpreti
- Hal Adden (26 episodi, 1972-1973), interpretato da Ellis Jones.
- Mr. Cobbledick (26 episodi, 1972-1973), interpretato da Roy Barraclough.
- Patricia Cobbledick (15 episodi, 1972-1973), interpretata da Lynnette Erving.
- Appleby (14 episodi, 1972-1973), interpretato da Joe Dunlop.
- Il genio (14 episodi, 1972-1973), interpretato da Arthur White.
- Il genio (13 episodi, 1972), interpretato da Hugh Paddick.
- Mrs. Sibley (7 episodi, 1972-1973), interpretata da Doris Rogers.
- Dottor Halsby (5 episodi, 1972-1973), interpretato da Hugh Morton.
- Mrs. Hockridge (4 episodi, 1972-1973), interpretata da Joyce Grant.
- Johnson (3 episodi, 1972-1973), interpretato da Ray Barron.
- Capitano Bamford (3 episodi, 1972-1973), interpretato da Geoffrey Lumsden.

## Produzione
La serie, ideata da Bob Block, fu prodotta da Thames Television. Nella seconda stagione il genio viene interpretato da Arthur White.

### Registi
Tra i registi sono accreditati:
- Daphne Shadwell in 14 episodi (1972-1973)
- Robert Reed in 6 episodi (1972)
- Vic Hughes in 6 episodi (1973)

### Sceneggiatori
Tra gli sceneggiatori è accreditato Bob Block (26 episodi, 1972-1973).

## Distribuzione
La serie fu trasmessa nel Regno Unito dal 10 aprile 1972 al 23 aprile 1973 sulla rete televisiva Independent Television. In Italia è stata trasmessa con il titolo Scusami genio.
Alcune delle uscite internazionali sono state:
- nel Regno Unito il 10 aprile 1972 (Pardon My Genie)
- nei Paesi Bassi l'8 aprile 1973 (De geest uit de gieter)
- in Italia (Scusami genio)

## Episodi
| Stagione         | Episodi | Prima TV UK |
| ---------------- | ------- | ----------- |
| Prima stagione   | 13      | 1972        |
| Seconda stagione | 13      | 1973        |